# Feltiella acarinivora
Feltiella acarinivora är en tvåvingeart som först beskrevs av Tolg 1921.  Feltiella acarinivora ingår i släktet Feltiella och familjen gallmyggor.
Artens utbredningsområde är Österrike. Inga underarter finns listade i Catalogue of Life.